# Reflex (tijdschrift)
Reflex was het orgaan van de Experimentele Groep in Holland, welke groep ook wel met de naam Reflex werd aangeduid.
Het eerste nummer van het blad verscheen in september 1948 en bevatte het manifest over de Cobra-beweging van de kunstschilder Constant Nieuwenhuijs. Het tweede en tevens laatste nummer verscheen in februari 1949.